# Manuel Rodriguez Sr.
Pour les articles homonymes, voir Manuel Rodríguez.
Manuel Rodriguez Sr., également connu par son pseudonyme Mang Maning (Province de Cebu, 1912 — Floride, 2017), est un graveur philippin.
Il est l'un des pionniers de la gravure aux Philippines et a été surnommé le « Père de la gravure philippine ». Rodriguez est  le premier Philippin à avoir exposé ses gravures dans des expositions biennales organisées en dehors du pays.

## Biographie

### Jeunesse et formation aux Philippines
Manuel Antonio Rodriguez Sr. naît dans la province de Cebu, au centre des Philippines, le 1er janvier 1912.
Pendant le Commonwealth des Philippines, il étudie à l'école des beaux-arts de l'université des Philippines à Manille, d'où il ressort diplômé après avoir étudié auprès de Fernando et Pablo Amorsolo (en), Fabián de la Rosa (en) et Ramon Peralta (nl),. Même s'il suit l'enseignement académique, Rodriguez adopte davantage les préceptes du modernisme. C'est pendant ses études qu'un professeur allemand rend visite à l'université et propose un cours sur la sérigraphie, qui marque profondément Rodriguez, lequel assiste plusieurs fois au cours. Il étudie également l'architecture à l'université de Mapúa (en) de 1940 à 1941 puis obtient son certificat de dessinateur en architecture à la Central Institute of Technology (en) Foundation de Manille de 1945 à 1946.
Manuel Rodriguez Sr. rencontre Natividad Panis en 1941, qu'il épouse et avec qui il a huit enfants. Pendant la guerre, il est arrêté par les Japonais, pris pour un guérillero, mais les convainc de son statut d'artiste en dessinant un officier japonais. Son épouse meurt en 1992 à l'âge de 72 ans.
Initié à la gravure à la fin des années 1930, il décide de s'y consacrer après la guerre, dans les années 1950, ouvrant ses propres atelier et galerie et introduisant la sérigraphie sur la scène artistique locale, malgré le fait que la gravure était un « art oublié », tenu en petite estime par ses contemporains,.

### Premier séjour aux États-Unis
Manuel Rodriguez Sr. obtient la bourse Rockafeller dans les années 1960 pour se perfectionner à ses techniques de l'estampe à New York. Il apprend plus particulièrement la lithographie et la taille-douce au Pratt Graphic Art Center, atelier de gravure associé au Pratt Institute, où il est formé par Stanley William Hayter.
Dans son temps libre, il visite plusieurs ateliers et studios de graveurs de renom comme Mauricio Lasansky (en) et Gabor Peterdi (en).

### Retour aux Philippines
Manuel Rodriguez Sr. rentre aux Philippines en 1962 et fonde la Contemporary Arts Gallery à Manille.
Il enseigne à l'université de Santo Tomas et à la Philippine Women's University (en), où il crée le département d'arts graphiques.
Rodriguez crée ensuite l'Association philippine des graveurs en 1968 et enseigne cet art, ce qui permet de le développer dans un pays où il est très peu pratiqué. C'est ainsi qu'il est reconnu comme le « père de la gravure philippine »,,,,.

### Carrière à New York
Manuel Rodriguez Sr. retourne ensuite à New York, où il s'installe pendant plusieurs décennies et fait l'essentiel de sa carrière,,,,.
Il est le premier graveur philippin à exposer dans des biennales en et hors des Philippines. Tout au long de sa vie, il partage sa passion pour l'art en offrant ses œuvres et en donnant des ateliers d'art aux Philippines et aux États-Unis : « J'ai d'abord appris ce qu'est l'art et ensuite j'ai appris ce qu'est la gravure, donc je veux dans ma vie remplir le but, d'expliquer, ou d'enseigner, à tout le monde ou de commencer une école où vous pouvez apprendre ce qu'est l'art », explique-t-il.

### Dernières années
Manuel Rodriguez rentre aux Philippines en 1997, où il reçoit plusieurs hommages.
Alors qu'il a 99 ans, il voit publier le livre His Life and Art: Manuel Antonio Rodriguez Senior, retraçant sa vie et son œuvre. En 2012, une rétrospective des estampes de Manuel Rodriguez Sr. intitulée « Homage - An Exhibit of Prints in Honor of Manuel Rodriguez Sr » est organisée à l'Art Center de Cebu par 21 artistes graveurs du groupe Cebu Artists Incorporated — qui exposent eux-mêmes des estampes — en collaboration avec l'université de San Carlos pour rendre hommage au père de la gravure philippine.
Il reçoit plusieurs prix dans sa carrière, dont le prix de l'Héritage national philippin,. Malgré un plébiscite de la part des artistes cebuanos et le fait qu'il ait été souvent mentionné pour son obtention, Manuel Rodriguez Sr. n'est jamais devenu artiste national des Philippines,.
Manuel Rodriguez Sr. meurt dans son domicile de Floride le 6 mai 2017.

## Postérité
Selon Radel Paredes, « le rôle de Mang Maning dans le développement du modernisme philippin ne se limite pas à ses premières explorations de l'abstraction dans la représentation de thèmes locaux pendant les années d'après-guerre. Sa contribution réside davantage dans ses efforts pour rendre les arts graphiques ou la gravure acceptables en tant qu'art, non seulement pour les collectionneurs mais aussi pour le public. »
L'Association philippine des graveurs créée par le « père de la gravure philippine » continue sa mission de populariser la gravure, devenue un art majeur dans le pays, en gérant des ateliers et en organisant des expositions dans tout le pays.
Le maire de New York Bill de Blasio a proclamé le 17 août 2016 comme étant le « Manuel Rodriguez Sr. Day », en reconnaissance de ses contributions à l'art et à la société.